# 野莓總部槍擊案
當地時間2024年9月18日，位於俄羅斯莫斯科羅曼諾夫巷羅曼諾夫德沃爾商業中心的網絡零售商野莓總部及其列寧格勒大道辦公室爆發槍戰。原因是野莓前商務總監兼創辦人弗拉季斯拉夫·巴卡利丘克企圖阻止其已分居的妻子，野莓執行長兼共同創辦人塔季揚娜·巴卡利丘克執行野莓—Russ合併案。事件導致2名野莓總部保安喪生，7人受傷。

## 背景
2024年6月，野莓和戶外廣告企業Russ宣佈將進行合併。這筆交易被視為旨在締造平台成為與亞馬遜公司抗衡的強大競爭對手，並成為繞過SWIFT系統的盧布支付平台，其有望每年為俄羅斯GDP增加1.5%。在合併後成立的法律實體中，野莓和Russ分別持有65%和35%的股份。
到了同年7月，野莓共同創辦人弗拉季斯拉夫·巴卡利丘克指控Russ正試圖“惡意收購”野莓，並將此事公開告知車臣共和國首腦拉姆贊·卡德羅夫。隨後，塔季揚娜·巴卡利丘克否認公司遭到惡意收購，並宣佈她與丈夫已經啟動離婚程序。弗拉季斯拉夫·巴卡利丘克擁有野莓1%的股份，但在離婚時他提出索求野莓一半的股份。

## 襲擊
2024年9月18日，弗拉季斯拉夫與15至40名武裝份子，分別到達野莓位於羅曼諾夫巷的總部和列寧格勒大道的辦公室。《莫斯科共青團員報》引述該武裝份子成員的說法稱，他們是受「一位非常受敬重的人」之託參與這次行動（該報社掌握此人的姓氏，據稱是「俄羅斯南部某地區的高級政治人物」），其目的是「佔據大樓」。武裝分子成功進入了列寧格勒大道辦公室的一層，沒有遇到抵抗，但在警方介入後迅速撤離。
而在當日12時25分，羅曼諾夫巷的野莓總部發生槍戰，目擊者指在12點27分，其在羅曼諾夫德沃爾商務中心正門聽到槍聲，槍擊次數超過五次。目擊者指武裝份子疑似車臣人，其留著鬍子，以「一種專有的方式炫耀他們的手槍」，然後自拍。
目擊者指在野莓總部，弗拉季斯拉夫和塔季揚娜各自帶領武裝分子和保安團隊進行槍戰，兩名保安中彈身亡，弗拉季斯拉夫和塔季揚娜兩人都在槍戰中受傷。特種部隊其後趕到現場，包括弗拉季斯拉夫在內的28名武裝分子被扣查。

## 遇害者
槍擊事件導致兩名野莓保安亞當·阿爾馬佐夫和伊斯蘭·埃爾穆爾扎耶夫身亡。野莓執行長塔季揚娜確認其中一人的死亡，而《福布斯》、國際文傳電訊社和俄新社根據公司內部消息報導另一名保安的死亡。俄羅斯聯邦偵查委員會證實這兩名保安的死亡。
此外，事件還造成7人受傷。受傷者包括綜合格鬥選手阿布巴卡爾·梅斯托耶夫、來自車臣的世界和歐洲跆拳道冠軍奧馬爾·奇恰耶夫，以及俄羅斯重量級拳擊冠軍拉希德·科澤夫。另外至少2名警察受傷。

## 調查
俄羅斯聯邦偵查委員會依據《俄羅斯刑法典》第105條（謀殺罪）、第30條第3項與第105條第2項（兩人或以上的謀殺未遂）、第317條（針對執法人員的襲擊）、第330條第2項（肆意妄為），以及第222條（非法持有槍械）展開刑事調查。據國際文傳電訊社報導，約30人因涉及槍擊案而被警局扣留。
2024年9月19日，弗拉季斯拉夫被逮捕，並被指控犯下上述五項罪名中的前四項。然而，到9月20日，弗拉季斯拉夫已被釋放。根據他的律師所言，「俄羅斯聯邦偵查委員會的中央機構調查人員未發現其行為構成犯罪」。

## 後續
野莓執行長塔季揚娜指控她已分居的丈夫弗拉季斯拉夫夥同前野莓商務總監謝爾蓋·阿努弗里耶夫和前野莓銀行董事長弗拉基米爾·巴金，試圖「非法闖入」公司辦公室，並策劃一次「未遂」惡意收購行動。與此同時，弗拉季斯拉夫則反駁稱，當他帶領團隊「進行關於停止倉庫建設的協商」時，自己曾遭遇「襲擊未遂」。
弗拉季斯拉夫被俄羅斯偵查委員會釋放後，他公開感謝卡德羅夫幫助其在企業合併引發的家庭糾紛和槍戰中得以倖存並獲釋。